# First Step +1 Thank You
《First Step +1(Plus One) Thank You》는 2011년 4월 26일 발매된 씨엔블루의 리패키지 음반이다. 전 곡 모두 씨엔블루 멤버들의 자작곡으로 이루어져 있다.

## 수록곡 (작사 / 작곡)
1. LOVE GIRL (New ver.)  (정용화, 한성호 / 정용화, 한승훈)
2. Try again, Smile again  (정용화, 한성호 / 정용화, 한승훈, 한성호)
3. Don’t say good bye  (한성호 / 정용화, 한승훈)
4. 그래요  (이종현, 한성호 / 이종현)